# Hivernenca
Hivernenca es un cultivar de higuera de tipo higo común Ficus carica, unífera de higos de epidermis con color de fondo verde oscuro con sobre color morado. Se cultiva en la colección de higueras de Montserrat Pons i Boscana en Llucmajor, Islas Baleares.

## Sinonimia
- „De l'Empordà“ en Llucmajor, Islas Baleares.[3][5][6]
- „De La Senyora“ en Llucmajor,
- „De l'Empuretat“ en Santañí,
- „Forastera“ ,
- „Hivernesca“ en Alicante,
- „Vernesca“ en Castellón,
- „Marjalera“ en Muro y La Puebla,

## Historia
Actualmente la cultiva en su colección de higueras baleares Montserrat Pons i Boscana, rescatada de un ejemplar o higuera madre en "son Fosquet" de Joan Montserrat (Norat) en Mallorca.
Tanto Esterlich y Rallo o Roselló y Sacarés piensan que la variedad 'De La Senyora' tiene diferentes formas de nombrarla tal como aparece en diversas sinonimias, provocadas por la gran variabilidad que afecta a los caracteres morfológicos de los higos y en menor medida al follaje.
La variedad 'Hivernenca' es conocida y cultivada en el término de Llucmajor donde se la conoce por los sinónimos 'De l'Empordà' o 'De La Senyora'.

## Características
La higuera 'Hivernenca' es una variedad unífera de tipo higo común. Árbol de mediano desarrollo, follaje denso. Sus hojas con 3 lóbulos (90%) tienden a ser mayoritarias, y 5 lóbulos (10%). Sus hojas con dientes presentes y márgenes ondulados suaves. 'Hivernenca' tienen poco desprendimiento de higos teniendo una producción media de higos. La yema apical es cónica de color amarillo.
Los higos 'Hivernenca' son higos urceolados, que presentan unos pocos frutos aparejados, grandes alargados y rígidos de unos 40,8 gramos en promedio, de epidermis gruesa y fuerte de color de fondo verde oscuro con sobre color morado con gran variabilidad de coloraciones. Ostiolo de 0 a 2 mm con escamas pequeñas marrón claro. Pedúnculo de 3 a 7 mm cilíndrico verde claro. Grietas longitudinales y reticulares gruesas. Costillas poco marcadas. Con un ºBrix (grado de azúcar) de 28, sabor dulce sabroso y meloso, excelente, con firmeza media, con color de la pulpa rojo intenso. Con cavidad interna mediana grande y una gran cantidad de aquenios medianos. Son de un inicio de maduración sobre el 22 de septiembre al 3 de noviembre y de producción media. Son resistentes a la lluvia.
Buena para higo fresco. Buena facilidad de pelado, y fácil abscisión del pedúnculo. Muy resistente a los accidentes climáticos. Variedad muy tardía, algunos ejemplares empiezan a madurar a principios de octubre y termina bien entrado el invierno, este factor determina una reducción de la cosecha, que no llega a madurar, así en pleno invierno se ve la higuera ya desprovista de hojas y con numerosos higos en sus ramas que están madurando.

## Cultivo
'Hivernenca', es una variedad reconocida por sus excelentes cualidades gustativas, siendo su consumo en fresco, así como en confituras. Se está tratando de recuperar de ejemplares cultivados en la colección de higueras baleares de Montserrat Pons i Boscana en Llucmajor.